# Hořkých sedmnáct
Hořkých sedmnáct (v anglickém originále The Edge of Seventeen) je americké komediální drama z roku 2016. Režie a scénáře se ujala Kelly Fremon Craig. Hlavní role hrají Hailee Steinfeld, Haley Lu Richardson, Hayden Szeto, Blake Jenner, Woody Harrelson a Kyra Sedgwick.
Film měl premiéru na Filmovém festivalu v Torontu 18. září 2016 a do kin byl oficiálně uveden 18. listopadu 2016. Film získal pozitivní kritiku a vydělal přes 18 milionů dolarů.

## Obsazení
| Hailee Steinfeld    | Nadine Byrd  |
| Haley Lu Richardson | Krista       |
| Blake Jenner        | Darian       |
| Woody Harrelson     | pan Bruner   |
| Kyra Sedgwick       | Mona         |
| Hayden Szeto        | Erwin Kim    |
| Eric Keenleyside    | Tom          |
| Laine MacNeil       | LGBT dívka   |
| Katie Stuart        | Jeannie      |
| Alexander Calvert   | Nick Mossman |

## Přijetí
V Severní Americe byl oficiálně uveden 18. listopadu 2016, společně s filmy Fantastická zvířata a kde je najít a Krev šampiona. Za první víkend docílil druhé sedmé návštěvnosti, kdy vydělal 4,8 milionů dolarů.Za rok 2017 vydělal 14,4 milionů dolarů ve Spojených státech a Kanadě a 3,7 milionů mezinárodně.
Film získal pozitivní recenze od kritiků. Na recenzní stránce Rotten Tomatoes získal z 140 započtených recenzí 95 procent s průměrným ratingem 7,8 bodů z deseti. Na serveru Metacritic snímek získal z 38 recenzí 77 bodů ze sta. Na Česko-Slovenské filmové databázi snímek získal 73%. 

## Ocenění
| Ocenění                                       | Datum ceremoniálu | Kategorie                                                            | Nominovaný                                | Výsledek  |
| --------------------------------------------- | ----------------- | -------------------------------------------------------------------- | ----------------------------------------- | --------- |
| Austin Film Critics Association               | 28. prosinec 2015 | Nejlepší první film                                                  | Hořkých sedmnáct                          | nominace  |
| Chicago Film Critics Association              | 15. prosinec 2016 | Slibný filmař                                                        | Kelly Fremon Craig                        | nominace  |
| Critics' Choice Awards                        | 11. prosinec 2016 | Nejlepší mladá herečka/mladý herec                                   | Hailee Steinfeld                          | nominace  |
| Critics' Choice Awards                        | 11. prosinec 2016 | Nejlepší ženský herecký výkon v komedii                              | Hailee Steinfeld                          | nominace  |
| Critics' Choice Awards                        | 11. prosinec 2016 | Nejlepší komedie                                                     | Kelly Fremon Craig                        | nominace  |
| Casting Society of America                    |                   | Nejlepší casting: studiový nebo nezávislý film: komedie              | Hořkých sedmnáct                          | nominace  |
| Central Ohio Film Critics Association         | 4. ledna 2018     | Nejlepší herečka v hlavní roli                                       | Hailee Steinfeld                          | nominace  |
| Central Ohio Film Critics Association         | 4. ledna 2018     | Nejvíce přehlížený film                                              | Hořkých sedmnáct                          | nominace  |
| Detroit Film Critics Society                  | 19. prosinec 2016 | Nejlepší film                                                        | Hořkých sedmnáct                          | nominace  |
| Detroit Film Critics Society                  | 19. prosinec 2016 | Objev roku                                                           | Kelly Fremon Craig (režisér a scenárista) | vítězství |
| Directors Guild of America Awards             | 4. února 2017     | Nejlepší režisérský výkon - debutový                                 | Kelly Fremon Craig                        | nominace  |
| Florida Film Critics Circle Awards            | 23. prosince 2016 | Nejlepší první film                                                  | Hořkých sedmnáct                          | vítězství |
| Filmový festival ve Philadelphii              |                   | Ocenění publika                                                      | Kelly Fremon Craig                        | vítězství |
| Golden Tomato Awards                          | 12. ledna 2017    | Nejlepší komediální film roku 2016                                   | Hořkých sedmnáct                          | 5. místo  |
| Guild of Music Supervisors Awards             |                   | Nejlepší hudební supervize u filmu s rozpočtem pod 10 milionů dolarů | Jason Markey                              | nominace  |
| Hawaii Film Critics Society                   |                   | Nejlepší nový filmař                                                 | Kelly Fremon Craig                        | nominace  |
| Hawaii Film Critics Society                   |                   | Nejlepší první film                                                  | Hořkých sedmnáct                          | nominace  |
| Indiewire Critics' Poll                       |                   | Nejlepší první film                                                  | Kelly Fremon Craig                        | nominace  |
| Joey Awards                                   |                   | Nejlepší herečka ve vedlejší roli (věk 6–8)                          | Lina Renna a Ava Grace Cooper             | vítězství |
| Las Vegas Film Critics Society Awards         | 16. prosinec 2016 | Nejlepší komedie                                                     | Hořkých sedmnáct                          | nominace  |
| Las Vegas Film Critics Society Awards         | 16. prosinec 2016 | Nejlepší filmař                                                      | Kelly Fremon Craig                        | nominace  |
| Las Vegas Film Critics Society Awards         | 16. prosinec 2016 | Nejlepší mladý herec/mladá herečka ve filmu                          | Hailee Steinfeld                          | nominace  |
| Mezinárodní filmový festival v Denveru        |                   | Stoupající hvězda                                                    | Hayden Szeto                              | vítězství |
| MTV Movie & TV Awards                         | 7. května 2017    | Film roku                                                            | Hořkých sedmnáct                          | nominace  |
| MTV Movie & TV Awards                         | 7. května 2017    | Nejlepší herecký výkon ve filmu                                      | Hailee Steinfeld                          | nominace  |
| New York Film Critics Circle                  | 1. prosinec 2016  | Nejlepší první film                                                  | Kelly Fremon Craig                        | vítězství |
| Oklahoma Film Critics Circle Awards           | 2. ledna 2018     | Nejlepší debutový film                                               | Kelly Fremon Craig                        | nominace  |
| Online Film & Television Association          |                   | Nejlepší debutový film                                               | Kelly Fremon Craig                        | nominace  |
| Phoenix Critics Circle                        | 16. prosinec 2017 | Nejlepší komedie                                                     | Hořkých sedmnáct                          | nominace  |
| Teen Choice Awards                            | 13. srpna 2017    | Nejlepší dramatický film                                             | Hořkých sedmnáct                          | nominace  |
| Teen Choice Awards                            | 13. srpna 2017    | Nejlepší herečka: dramatický film                                    | Hailee Steinfeld                          | nominace  |
| Toronto Film Critics Association              | 11. prosince 2016 | Nejlepší první film                                                  | Hořkých sedmnáct                          | 2. místo  |
| Washington D.C. Area Film Critics Association | 5. prosince 2016  | Nejlepší výkon mladé herečky/mladého herce                           | Hailee Steinfeld                          | nominace  |
| Women Film Critics Circle                     | 19. prosince 2016 | Nejlepší mladá herečka                                               | Hailee Steinfeld                          | vítězství |
| Zlatý glóbus                                  | 8. ledna 2017     | Nejlepší ženský herecký výkon ve filmu – komedie nebo muzikál        | Hailee Steinfeld                          | nominace  |